# Rileya piceae
Rileya piceae är en svampart som beskrevs av A. Funk 1979. Rileya piceae ingår i släktet Rileya, divisionen sporsäcksvampar och riket svampar.   Inga underarter finns listade i Catalogue of Life.